# Medetera nepalensis
Medetera nepalensis är en tvåvingeart som beskrevs av Daniel J. Bickel 1987. Medetera nepalensis ingår i släktet Medetera och familjen styltflugor.
Artens utbredningsområde är Nepal. Inga underarter finns listade i Catalogue of Life.